# Balady a romance (Mickiewicz)
Balady a romance (Ballady i romanse) je básnická sbírka romantického polského básníka Adama Mickiewicze vydaná roku 1822 ve Vilniusu v prvním svazku jeho básní Poezie (Poezje). Vydáni Mickiewicz uvedl teoretickou předmluvou o romantické poezii (O poezyi romantycznej) a sbírka je tak všeobecně považována za hlavní manifest polského romantismu a také za začátek rozvoje baladického žánru v polské literatuře..

## Seznam balad ve sbírce
První vydání sbírky obsahovalo patnáct básní:
- Prvosenka (Pierwiosnek),
- Romantika (Romantyczność),
- Svitež (Świteź),
- Svitežanka (Świtezianka),
- Rybka (Rybka),
- Otcův návrat (Powrót taty),
- Marylin hrob (Kurhanek Maryli),
- Přátelům (Do przyjaciół),
- To mám rád (To lubię),
- Rukavička (Rękawiczka), podle balady Friedricha Schillera,
- Paní Twardowská (Pani Twardowska),
- Tukaj, balada I., (Tukaj, ballada I.),
- Tukaj, balada II. (Tukaj, ballada II.),
- Lilie,
- Kobzar (Dudarz).[3]

V dalších vydáních byly dvě balady s názvem Tukaj spojeny do jedné, balada Rukavička byla vynechána a byly přidány čtyři další básně, takže jejich celkový počet se zvýšil na sedmnáct. Nově přidanými básněmi jsou:  
- Útěk (Ucieczka),
- Odpadlík (Renegat),
- Na čekané (Czaty),
- Tři Budrysové (Trzech Budrysów).[4]

## Charakteristika sbírky

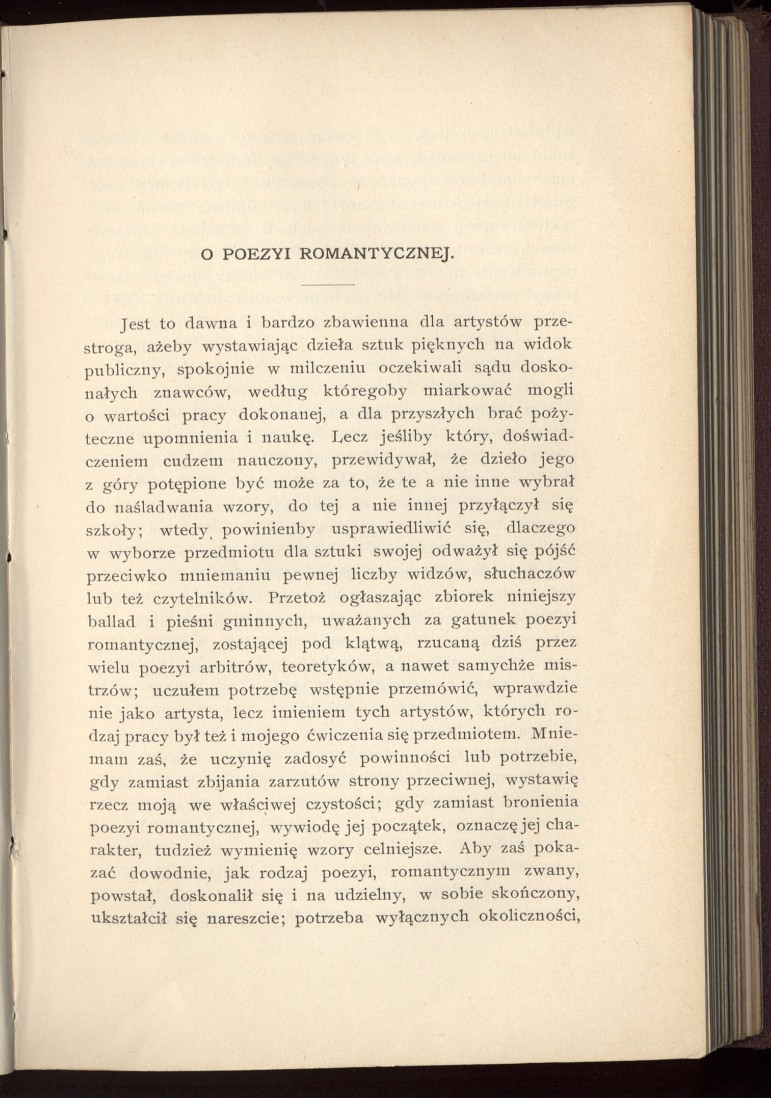
Mickiewiczova předmluva O poezyi romantycznej (vydání z roku 1899)

Inspiraci pro básně ze sbírky našel autor v polském, běloruském, litevském i ukrajinském folklóru. Mnoho balad bylo také ovlivněno nenaplněnou básníkovou mladistvou láskou ke šlechtičně Maryle Wereszczakové. Sbírka ještě nese stopy pozdního klasicismu a osvícenství, ale zároveň je z ní cítit romantismus. Předmětem mnoha básní ze sbírky je sentimentální láska a tresty za necitelnost či zradu milenky nebo milence. Protože tón těchto básní podle Mickiewicze neodpovídal lidovému baladickému cítění, nazýval je romancemi. Básník považoval romanci za báseň, která svou formou připomíná baladu, v níž jsou na prvním místě lidské city.
Básně sbírky jsou většinou pevně zakořeněny v historických a místních reáliích básníkova rodného kraje, jako je například jezero Svitež, blízká vesnice Płużyny nebo panství Babniewo (dnes Ruta v Bělorusku). Tato známá realita je ovlivňována světem nadpřirozena, díky němuž je každodenní život řízen nepředvídatelnými nebezpečnými a tajemnými silami. Zásah těchto sil může mít také etický charakter, když soudí lidské činy, obnovuje morální řád, povzbuzuje k odpovědnosti a trestá za provinění (Lilie, Rybka, Svitežanka). Tato vize, podle níž se každodenní život může kdykoliv prolnout s mimosmyslovým světem, má polemický charakter vůči racionálním názorům osvícenství, který se nejvíce projevuje v podstatě programové baladě Romantika.
Popisy přírody v Mickiewiczových baladách (divočina, ticho, zvuk větru, měsíční svit, hřbitov, starý pravoslavný kostel) slouží k navození atmosféry tajemna a hrůzy. Z básní vyzařuje spíše ponuřejší atmosféra, ale některé z nich mají i humorný charakter (To mám rád, Paní Twardowská).

## Obsah sbírky

### Prvosenka

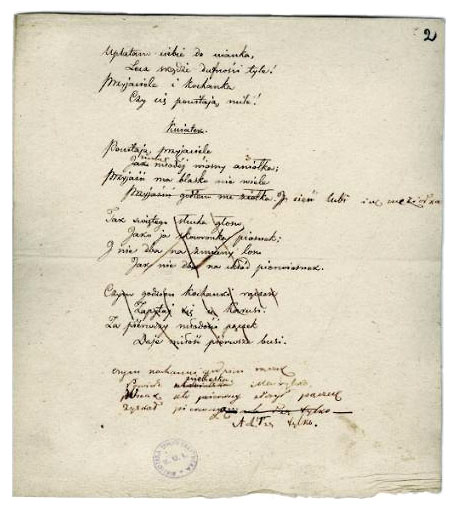
Mickiewiczův rukopis balady Prvosenka

Báseň Prvosenka (Pierwiosnek) byla napsána mezi červencem a prosincem roku 1820. Je to jedna z mnoha básní odkazujících na nešťastnou lásku básníka k Maryle Wereszczakové, ale zároveň svým názvem a tím, že jde o první báseň ve sbírce, symbolizuje zrod nové romantické poezie.
Báseň začíná vyprávěním o vyrašení první, nejranější jarní květiny – prvosenky. Následující sloky mají podobu dialogu mezi květinou a mluvčím, lyrickým subjektem označeným jako „Já“, který lze ztotožnit s autorem. Lyrický subjekt varuje květinu, že rozkvetla příliš brzy a že nepřežije ještě existující chlad. Prvosenka se však nechce schovat pod zem. Věří, že je lepší žít krátký, ale šťastný život a žádá básníka, aby si z ní upletl věnec. Lyrický subjekt má v úmyslu věnec nabídnout své milované Maryle. Prvosenka se ale obává, že muž bude zklamán a že mu láska přinese jen slzy. Básník si klade otázku, zda žena jeho věnec přijme.
Báseň tak metaforicky zobrazuje Mickiewiczovy pochybností o přijmutí jeho nového díla, které boří do té doby dodržované konvence. Básník však věří, že tato změna bude vítána se stejným nadšením jako prvosenka ohlašující jaro. .

### Romantika
Romantika (Romantyczność) je básníkovo programové dílo, obsahující romantický světonázor prostřednictvím vyprávění příběhu nešťastné dívky. Její milenec zemřel, ale ona se s ním stále stýká, jeho duše ji navštěvuje. Ostatní obyvatelé města při pozorování dívky dochází k závěru, že se zbláznila. Přesvědčuje je o tom jeden starý muž, který reprezentuje osvícenský racionalismus. Teprve lyrický subjekt upozorňuje na skutečnost, že na světě existuje něco víc, než co rozum dokáže pochopit. Věří dívce, že mluví se svým milovaným, ví, že to není šílenství, ale něco víc. Romantismus lze tedy interpretovat jako důkaz, že člověk není schopen vidět a pochopit všechno, ale to neznamená, že něco víc neexistuje.

### Svitež
Balada Svitež (Świteź) začíná oslovením čtenáře, ve kterém jej básník vybízí, aby si během cesty okolím města Novogrodek udělal čas a navštívil tajemné jezero Svitež, které je přes den obyčejným jezerem, ale v noci odhaluje svou záhadnou povahu a ze kterého se v noci často ozývá podivný hluk. Jeho tajemství se rozhodne vyřešit statkář z nedalekých Płużyn, na jehož pozemcích se jezero nachází. Nařídí připravit čluny a sítě na pátrání. Aby si zajistil přízeň nebes, nechá sloužit mši v blízkých kostelích a k jezeru přivést kněze.
Když kněz pátrání požehná, čluny vyplují a jsou z nich spuštěny sítě. K překvapení shromážděných je z vody vylovena mladá a krásná dívka. Byla to jedna z vodních víl, které byly nazývány Svitežanky. Oznámí, že jezero je prokleté a zdráhá se odhalit svá tajemství, a že každý, kdo se o jeho odhalení pokusí, utone. Poznamená však, že tentokrát to bude jiné, protože majitel panství z Płużyn je právoplatným dědicem této oblasti a má tudíž právo se o jezero zajímat. A jakožto věřící člověk (což dokázal pozváním kněze) může počítat s Boží milostí. Víla se proto rozhodne vyprávět historii jezera. 
U Novogrodku se kdysi za časů litevského krále Mendoga nacházelo město Svitež. Vylovená dívka byla dcerou knížete města. Když ruské vojsko vtrhlo do Litvy a blížilo se k městu, prosila dívka Boha, aby ji i obyvatele města zachránil před potupou a smrtí. Bůh její prosbu vyslyšel, proměnil město v jezero a jeho obyvatele v bílé květy, symbolizující nevinnost. Ruští vojáci bílé květy trhali, aby si jimi ozdobili přílbice anebo si z nich upletli věnce. Kouzlo však způsobilo, že každého z nich, kdo se kvítku dotkl, potkala smrt.

### Svitežanka

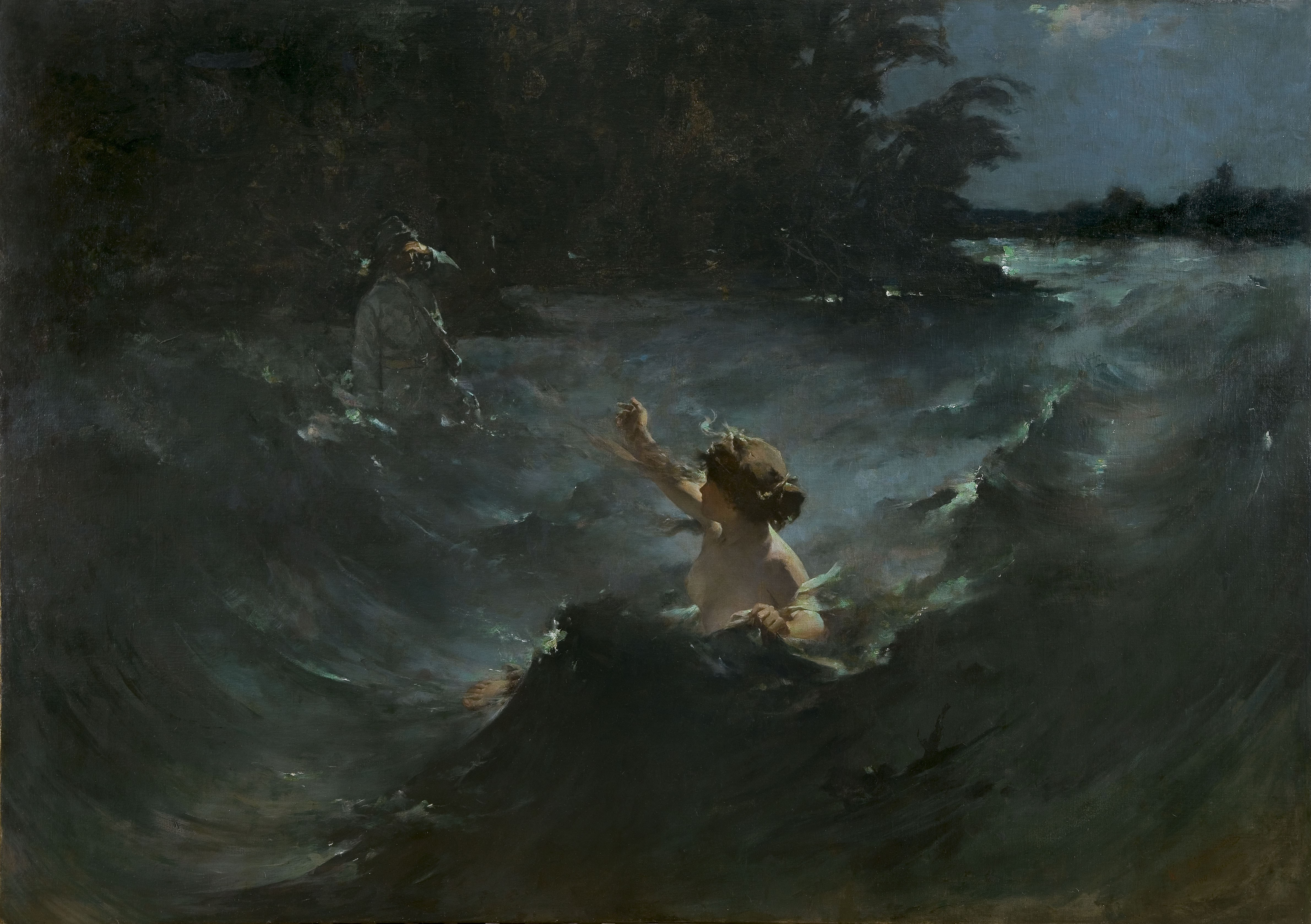
Svitežanka, olej na plátně od Kazimierze Alchimowicze z roku 1900

Balada Svitežanka (Świtezianka) ilustruje lidovou moudrost, že porušení slibu věrnosti daného milované osobě je velkým zločinem a zaslouží si trest. Vypráví příběh o zkoušce, kterou dívka, z počátku vypadající jako obyčejná smrtelnice, podrobí mladého muže, který je do ní zamilovaný. Oba chodí spolu večer na procházku kolem jezera Svitež. Mladík přísahá své milované věrnost a ona ho varuje před následky porušení slibu. Tu se však objeví krásná cizinka, která mladíka přemlouvá, aby s ní žil, a mladík s tím souhlasí. Cizinka a dívka jsou ale ta samá osoba, ve skutečnosti jedna z vodních víl jezera, které byly nazývány Svitežanky. Za trest, že porušil svůj slib, mladík zmizí v rozbouřených vlnách jezera, a od té doby se objevuje na jezeře přízrak mladé dívky a zoufalého mladého muže.

### Rybka

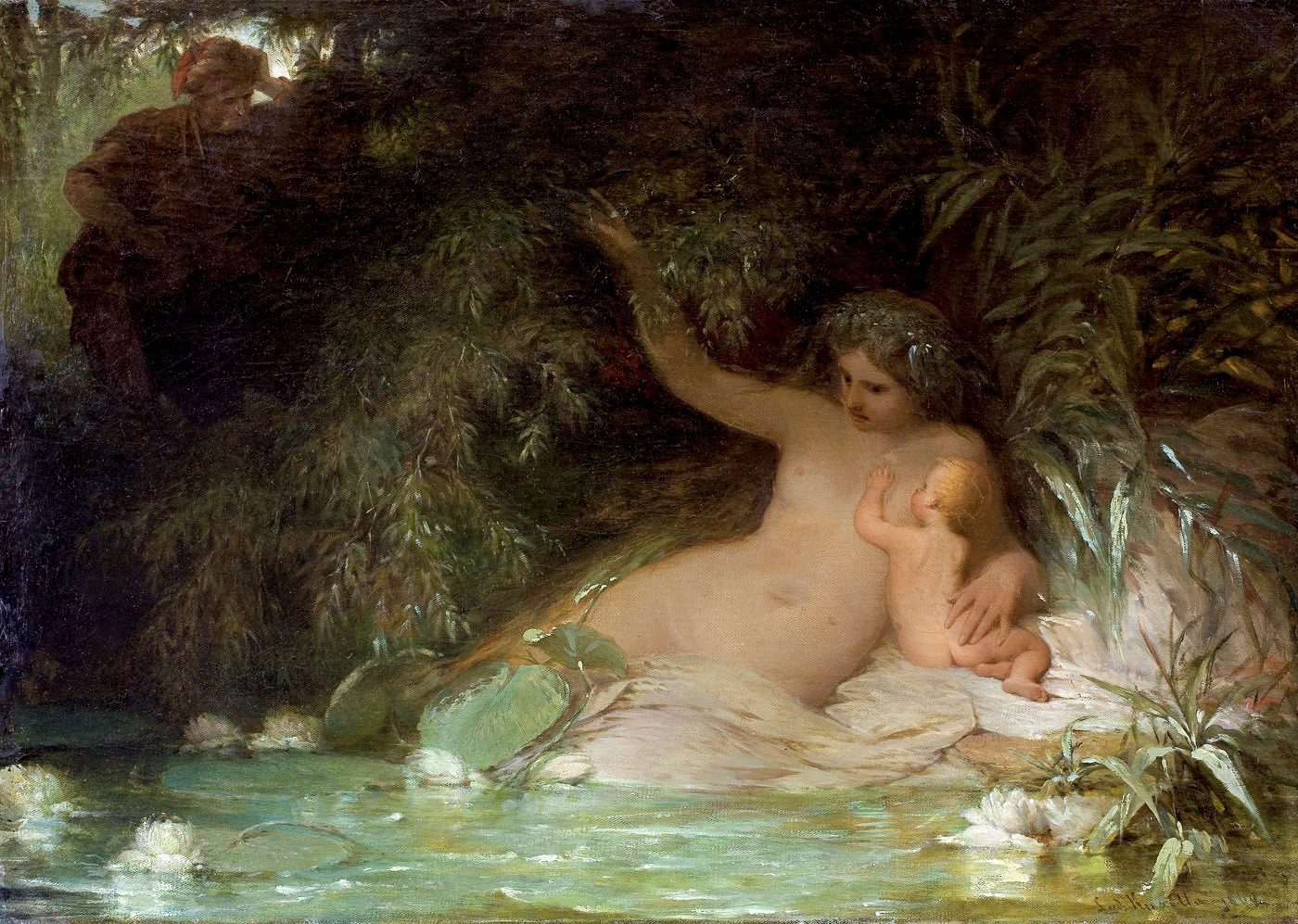
Rybka, olej na plátně od Ludwika Kurelly z roku 1869

Balada Rybka ilustruje zásady lidové morálky, podle nichž každý špatný čin musí být potrestán. Vypráví příběh prosté dívky, která se zapletla do milostného vztahu s mladým pánem z nedalekého zámku. Pán jí slíbil lásku a dokonce i sňatek, ale nakonec ji opustil a rozhodl se oženit s bohatou nevěstou. Zpráva o jeho svatbě s jinou ženou zlomila dívce srdce. Její bolest byla o to větší, že se jí z milostného vztahu narodilo nemanželské dítě. Navzdory obavám o osud svého syna se dívka rozhodne spáchat sebevraždu. Svěří dítě jednomu dobrému sluhovi ze zámku a vrhne se do vod jezera Svitež. Vodní víly Svitežanky jí přijmou do svého kruhu a promění ji v rybku.
Sluha se svěřeným dítětem přichází k jezeru a volá jeho matku, aby je nakrmila. Když rybka uslyší volání a pláč dítěte, vynoří se z vody a přijme lidskou podobu. Tak může každé ráno a večer svého syna ukolébat a nakrmit. Jednoho dne se ale sluha s dítětem musí schovat do křoví, protože po břehu jezera se prochází pán ze zámku se svou manželkou. Sluha čeká dlouho, ale manželé se nevrací. Vyrazí proto na místo, kde se vždy setkával s dívkou. Zde najde balvan, který svým tvarem připomíná dvě lidská těla. Sluha pochopí, že pán a jeho žena byli potrestáni nadpřirozenými silami, a odchází s modlitbou na rtech.

### Otcův návrat

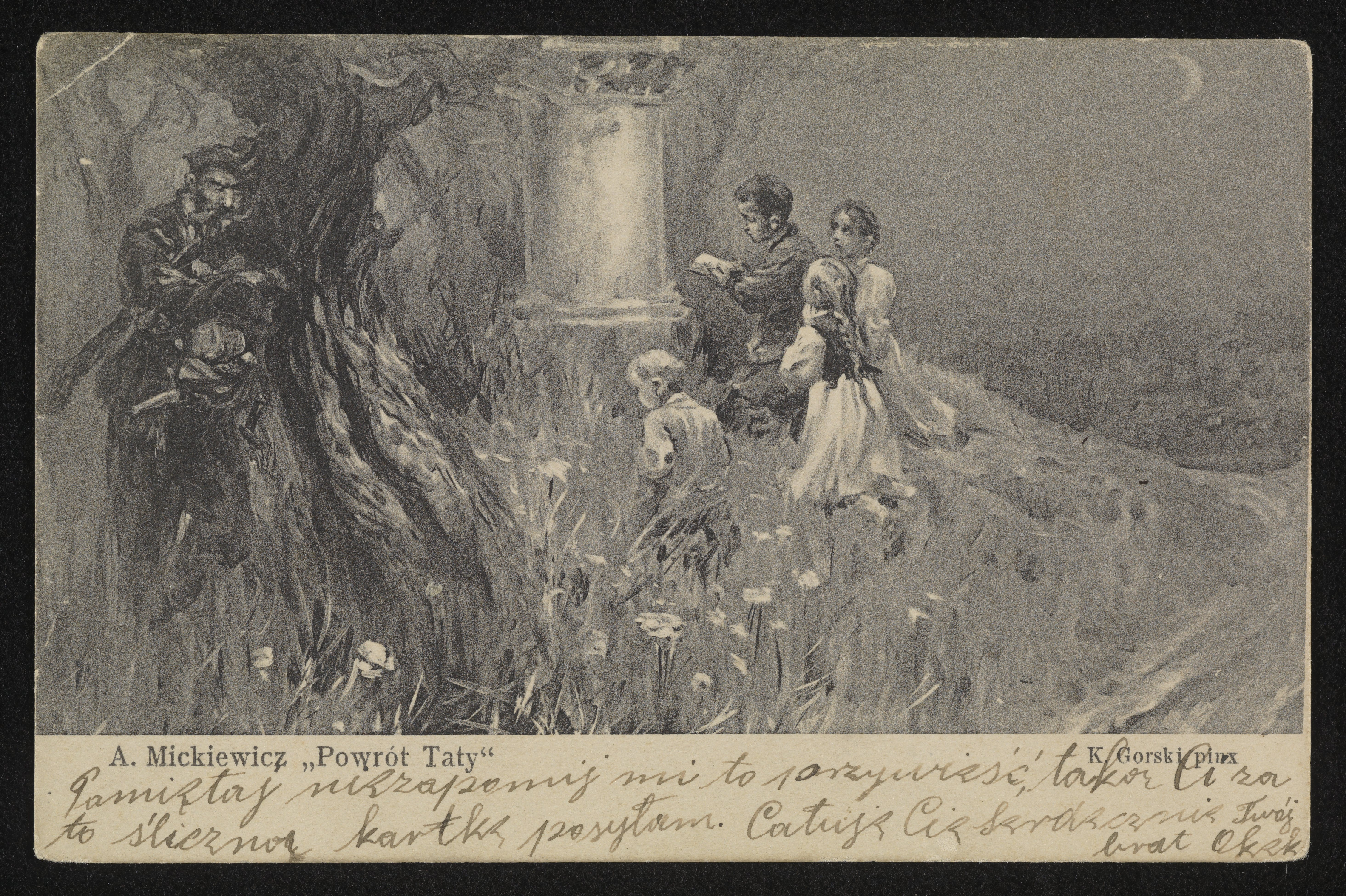
Otcův návrat, ilustrace z roku 1911

Balada Otcův návrat (Powrót taty) byla napsána v květnu roku 1820 a vyznačuje se tím, že v ní není žádný fantastický motiv. Její jazyk je blízký hovorové řeči a její kompozice připomíná lidovou pohádku.
Balada začíná tím, že matka posílá děti k posvátnému obrazu na kopci za městem. Mají se zde modlit za bezpečný a rychlý návrat otce, obchodníka, který je na obchodní cestě. Matka se bojí o osud svého manžela, ví, že mu hrozí útoky lupičů i divokých zvířat skrývajících se v lesích. Děti se také bojí o svého otce, a proto se upřímně modlí. Modlitbu přeruší klapot kopyt koní vracejících se kupců. 
Otec se po dlouhé odluce radostně vítá se svými dětmi, když tu jsou všichni přepadeni skupinou lupičů. Uprostřed rabování však vůdce lupičů najednou poručí, aby lupiči vše vrátili a odešli. Ukázalo se, že skupina lupičů se již dlouho připravovala na přepadení kupecké výpravy. Tohoto dne se náhodou stali svědky modlitby dětí za bezpečný návrat otce. Zpočátku je tato scéna pobavila, ale postupem času pocítí jejich vůdce výčitky svědomí. Všechny tedy propustí a požádá obchodníkovy děti o modlitbu.

### Marylin hrob
V díle Marylin hrob nebo také Kurhan Maryly (Kurhanek Maryli), básník navázal na idylické a pastýřské tradice, které byly populární v literatuře osvícenství. Samotnou báseň pak žánrově označil jako romanci. Formálně se báseň podobá dramatickému útvaru, ve kterém jsou sloky výpověďmi jednotlivých postav.
Maryla byla mladá dívka, která nedávno zemřela. Její hrob je tak krásně vyzdoben, že upoutá pozornost cizince, který pluje po řece Němen. Muž se rozhodne zeptat se místní dívky, čí je to hrob. Dívka mu odpoví, že je to hrob Maryly, která bydlela v nedaleké chalupě. Každé ráno hrob navštěvují mladík Jaś, Marylina matka a dívčina přítelkyně. Přinášejí čerstvé květiny a truchlí nad svou ztrátou. Muž se tedy rozhodne, že se schová za hromadou větví, aby se dozvěděl něco o zesnulé.
Jako první se objeví Jaś, který připomíná zamilované pastýře z idyl. Po smrti milované Maryly ztratil smysl života, je mu všechno lhostejné a nestará se o hospodářství Otec ho přemlouvá, aby se oženil, ale Jaś nedokáže na Marylu zapomenout. Rozhodne se proto vstoupit do ruské armády a navždy opustit vesnici. Přestal se bát smrti, dokonce jí očekává, aby se mohl opět setkat se svou milovanou.
Matka přiznává, že má za sebou bezesnou noc, kterou strávila pláčem. Zanedbává domácí povinnosti, nevidí smysl v návratu do prázdného domu. Oba rodiče dívky se cítí opuštění lidmi i Bohem, který jim vzal dítě.
Jako poslední vzpomíná na Marylu její přítelkyně. Vypráví o šťastných chvílích, kdy stály u řeky a povídaly si o svých milovaných. Od Maryliny smrti nemá dívka nikoho, komu by se mohla svěřit. Už nedokáže cítit radost, protože se o ni nemůže podělit.
Cizinec se dojme, když vidí zoufalství tří lidí, kteří oplakávají Marylu, a opouští vesnici.

### Přátelům
Báseň Přátelům (Do przyjaciół) s podtitulem Když jim posílám baladu „To mám rád“ (Posyłając im balladę „To lubię“) uvádí ve sbírce baladu To mám rád. Představuje okolnosti jejího vzniku a události, které básníka inspirovaly. Autor přiložil báseň k dopisu, ve kterém baladu poslal svým přátelům.
Báseň má autobiografický charakter. Autor vzpomíná na chvíle strávené s přáteli a milovanou Marylou, kterou strašil příběhy o přízracích. Nyní se však situace zcela změnila, básník se cítí osamělý. V díle panuje tajemná atmosféra a melancholickou náladu prohlubuje postupně dohasínající svíčka. Básník se nakonec rozhodne napsat přátelům báseň, která by mu pomohla najít úlevu. Za příčinu svého neštěstí označuje lhostejnost ženy.

### To mám rád
Balada To mám rád (To lubię) je první baladou, kterou básník napsal. Vyznačuje se přechodnou formu mezi osvícenským racionalismem, sentimentalismem a romantismem. Na příkladu strašidelného místa básník v básni představuje lidovou víru v duchy a přízraky, které v noci sužují poutníky.
Vypravěč vypráví Maryle o starém pravoslavném kostelu stojícím na okraji lesa poblíž dnešní běloruské Ruty. Dochází zde k tajemným jevům, kdy se o půlnoci otevírají dveře kostela a zvony samy začnou zvonit. Objevují se mrtví, chodící kostry, zvířata měnící podobu, která mají lidský hlas, a také zde dochází k haváriím povozů. Vypravěč z počátku těmto historkám nevěřil a beze strachu se v noci v okolí kostela pohyboval. Jednou však jeho koně nechtěly jít dál a oj jeho vozu se zlomila. Vypravěč nahlas pronesl ironická slova „to mám rád“. 
Tu se náhle z tůně zjevila mrtvola a děkovala mu za vysvobození. Ukázalo se, že krátká věta „to mám rád“ ji osvobodila od věčného trestu. Mrtvola byla za živa bohatou slečnou Marylou, která byla lhostejná a odmítavá k mladíkům, kteří se do ní zamilovali. Jedním z nich byl i citlivý Józio, který kvůli její neopětované lásce zemřel. Dívka byla potrestána tím, že jí Józiův duch odnesl přímo do očistce. Od té doby byla Maryla během dne spoutána řetězy a trpěla a v noci navštěvovala okolí pravoslavného kostela. Její trest měl skončit v okamžiku, kdy jí nějaký muž řekne, že ji má rád. Přízrak také předpověděl vypravěči budoucnost a informoval ho, že také pozná ženu jménem Maryla, nestačil však předpověď dokončit, protože zakokrhal kohout, ohlašující příchod rána.

### Rukavička
Balada Rukavička (Rękawiczka) je parafrází stejnojmenné balady Friedricha Schillera, jak sám autor naznačil v jejím podtitulu. Básník změnil jména hlavních postav (namísto Kunhuty zde vystupuje marnivá princezna Marta a rytíř se nejmenuje Delorges, ale Emrod), ale zachoval děj i smysl díla v souladu s originálem.

### Paní Twardowská

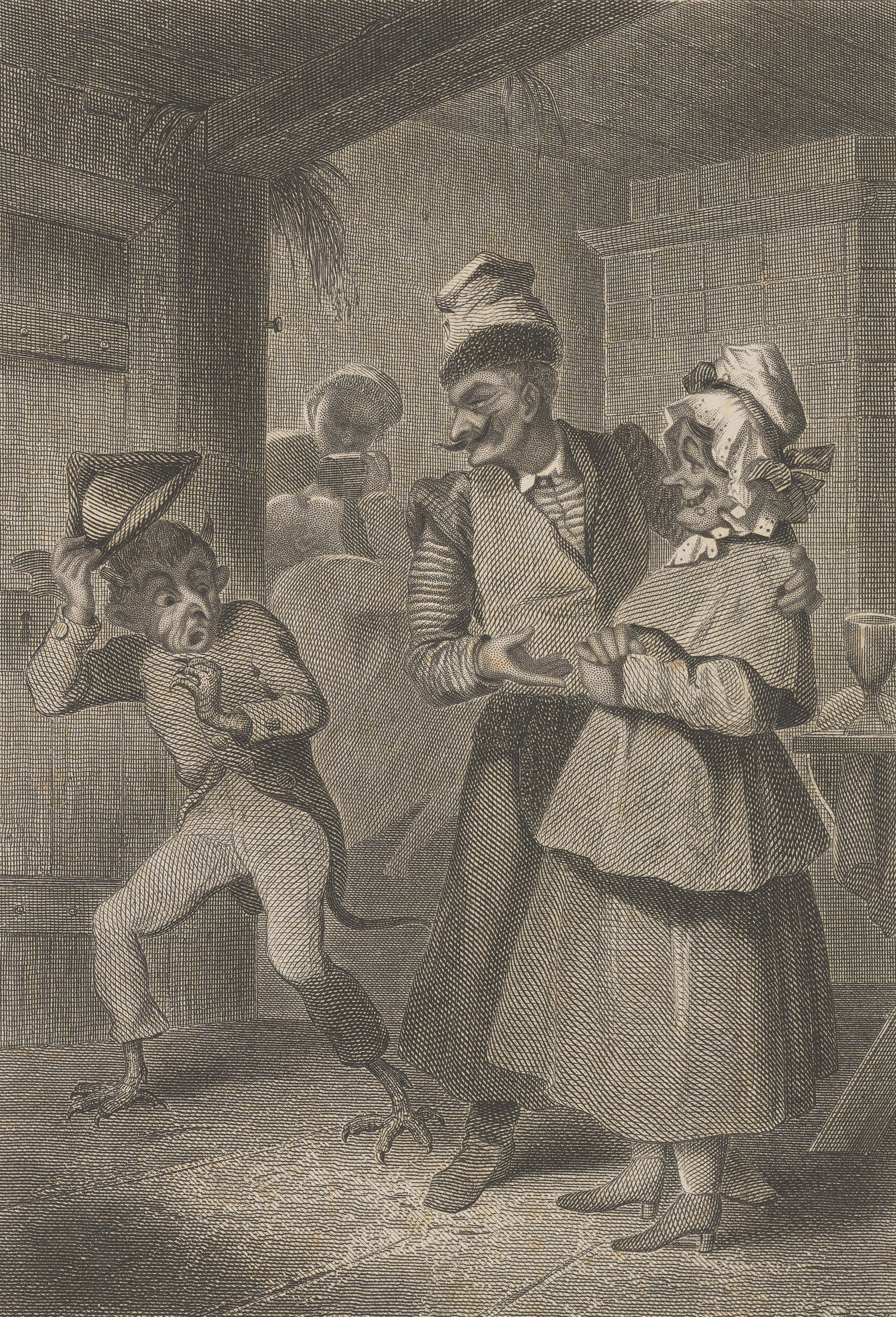
Paní Twardowská, ilustrace z roku 1858

Balada Paní Twardowská (Pani Twardowska) se odkazuje na známou pověst o polském šlechtici panu Twardowském, který podepsal smlouvu s ďáblem. Děj díla se odehrává v kulminujícím bodě příběhu, kdy si ďábel přichází pro jeho duši. Básník ale tradiční konec pověsti, podle které se během cesty do pekla Twardowski modlil a zpíval nábožné písně, takže ho ďábel nakonec upustil na Měsíc, změnil na humoristický.
Když se během zábavy v hostinci objeví před Twardovským ďábel, aby si odnesl jeho duši, musí nejprve podle smlouvy splnit Twardovkému ještě tři přání. První bylo, ať ďábel oživí koně z erbu hospody, druhým, ať se vykoupá ve svěcené vodě. Ďábel úkoly splní a Twardowski si nakonec přeje, aby ďábel byl po dobu jednoho roku dokonalým manželem pro jeho manželku, paní Twardowskou. Když to ďábel uslyší, uteče strachy klíčovou dírkou. Tímto způsobem se Twardowski vyhnul tomu, aby jeho duše byla odnesena do pekla.

### Tukaj
Balada Tukaj, čili Zkoušení přátel (Tukaj albo próby przyjaźni) byla prvně vydána roku 1822 jako dvě balady Tukaj I. a Tukaj II. V dalších vydáních již byly obě balady spojeny pod jeden název. Sám Mickiewicz ale plánoval, že balada bude mít čtyři části, další dvě však nikdy nenapsal. Třetí část (roku 1829) a čtvrtou (roku 1854) dopsal s jeho svolením polský básník Antoni Edward Odyniec.
Balada vypráví o mudrci Tukajovi, který leží na smrtelné posteli. Během svého života nashromáždil bohatství, navázal četná přátelství, získal milující ženu, strávil mnoho let studiem a cestováním a byl zbožným člověkem. To vše však přestává mít význam tváří v tvář smrti a Tukaj si uvědomuje marnost a pomíjivost všech pozemských hodnot. Nečekaně se ale ozve hrom, objeví se neznámý stařec a vede Tukaje z lůžka do chatrče pohanského božstva Polela (odkaz na lidovou víru, která byla vytlačena křesťanstvím), který mu dává šanci na věčný život. Nesmrtelnost však vyžaduje, aby Tukaj  označil člověka, kterému důvěřuje stejně jako sobě samému. Tukaj, který ještě nedávno chválil své sluhy, milovanou ženu a přátele, najednou začíná pochybovat o jejich věrnosti. Stařec ho tedy posílá zpět na smrtelné lože s tím, že někdo, kdo nemá ani jednoho blízkého člověka, nemá důvod toužit po věčném životě.
Tukaj nyní změní názor a křičí, že má oddaného přítele, kterému může věřit. Na polštáři najde na hovězí kůži napsanou smlouvu s ďáblem, která mu prozradí tajemství nesmrtelnosti. Až bude měsíc v novu, má Tukaj vystoupit na horu a vytrhnout pod kamenem bylinu s bílými kořeny. V okamžiku smrti musí nařídit, aby jeho tělo bylo rozčtvrceno. Jeho oddaný přítel pak bylinu uvaří a potře jí jeho ostatky, což způsobí, že Tukaj vstane z mrtvých jako mladík. Tímto způsobem bude moci žít na věky. Pokud však Tukajův přítel prozradí někomu toto tajemství nebo neoživí včas tělo, Tukaj skončí na věčnost v pekle. Tato smlouva je parodii carských výnosů vydávaných v  Polsku. Tukaj musí, aby získal nesmrtelnost, podepsat smlouvu s ďáblem a věřit, že jeho přítel se nenechá ďáblem oklamat
Tukaj odkládá podpis smlouvy, protože ho stále trápí pochybnosti. Vyhlídka na věčný život je však tak lákavá, že se rozhodne smlouvu podepsat. Napíše „Buďsi tedy“ a první písmeno svého jména. Nečekaně ale z písmene „B“ vyskočí Mefistofeles, sám dokončí podpis Tukajovou krví a vedením jeho ruky a zmizí. Tukaj bude tedy nucen důvěřovat svému příteli. Tím Mickiewiczova balada končí.
Pokračování balady od Antoniho Edwarda Odyniece líčí jak Tukaj testuje své tři zbylé přátele, z nichž ho dva zrazují. Nakonec propadne peklu, když jeho poslední a věrný přítel nestihl kvůli zdržování od Mefistotela k Tukajovu tělu přidat useknutou hlavu a tím ho oživit..

### Lilie
Baladu Lilie založil Mickiewicz na polské lidové písni  pocházející ze středověku  Pani zabiła pana. Žena spáchá krutý čin: zavraždí svého manžela a na jeho hrob zasadí lilie, aby ho zakryla. Chce se tak vyhnout následkům, protože když její manžel jel s králem Boleslavem do Kyjeva, byla mu nevěrná. Svěří se jen moudrému poustevníkovi, kterého zarmoutí, že žena se místo lítosti nad vraždou jen bojí trestu.
Děti se zpočátku ptají na otce, ale protože jsou malé, nakonec na něj zapomenou. Bratři zavražděného čekají na jeho návrat celý podzim, zimu a jaro. V létě se začali snažit získat ruku své švagrové. Žena neví, co má dělat, a tak znovu zajde za poustevníkem. Poustevník jí řekne, že ačkoli je její manžel mrtvý už rok, dokáže ho vzkřísit. Paní však nechce, že na to už je pozdě, a přemýšlí, zda by odchod do kláštera nebyl dostatečným trestem. Poustevník ji utěšuje, že by se měla vdát a že se k ní její zesnulý manžel nevrátí, pokud ho sama nezavolá. Také jí poradí, aby jí bratři upletli věnce. Výběrem jednoho z nich si žena vybere, kdo se stane jejím manželem.
Nastala neděle, den, na který byla plánována svatba. Oba bratři upletli věnce z lilií rostoucích na hrobě zavražděného bratra. Všichni jsou v kostel, kde si paní jeden věnec vybere. Bratři se začnou dohadovat, kterému z nich vítězný věnec patří, a nakonec dojde mezi nimi k souboji. Žena se zeptá: „Kdo můj muž a kdo můj milý? “, čímž nevědomky zavolá svého mrtvého manžela. V kostele se objeví duch zavražděného pána a prohlásí, že jeho žena je jeho stejně jako květiny utržené z jeho hrobu. Kostel se spolu s lidmi shromážděnými uvnitř propane do země a na jeho místě vyrostou lilie.

### Kobzar

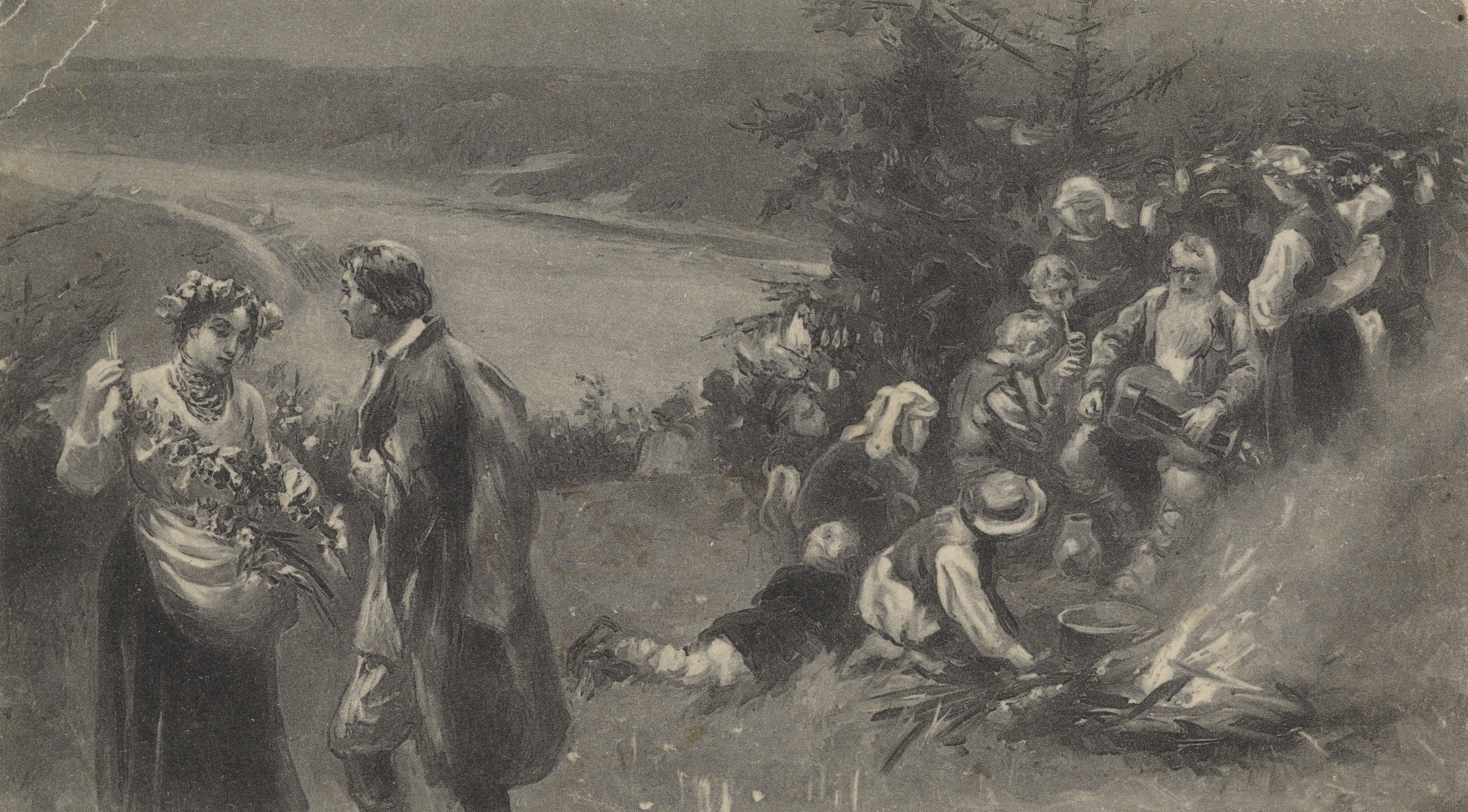
Kobzar, ilustrace z roku 1907

Báseň Kobzar nebo Dudák (Dudarz), označená jako romance, byla napsána v druhé polovině roku 1821 a uzavírá vydání Mickiewiczových Balad a romancí z roku 1822. Dílo obsahuje prvky charakteristické pro osvícenství, má rysy pastorální idyly.
Romance se odehrává se během jarního svátku setí. Do vesnice přijde starý kobzar (potulný hudebník) a je přijat s úctou a nadšením. Starcovu pozornost upoutá pastýřka, která stojí opodál a plete věnec, který věnuje mladému muži, zřejmě jejímu vyvolenému. Dívka však nevypadá šťastně, ale spíše zamyšleně a ustaraně. 
Kobzar pak vypráví o svém setkání s pastýřem, který připlul do Královce na člunu a který pocházel právě z této vesnice. Postava pastýře je obvykle spojována se sentimentální idylou, ale tato má rysy typické pro romantického hrdinu. Pastýř je melancholický, vyhýbá se společnosti a nikomu nechce prozradit důvod svého smutku. Přesto se s ním kobzar spřátelil a staral se o něho během jeho nemoci. Pastýř mu sdělil, že umírá a svěřil mu úkol. Požádal jej, aby šel do jedné vesnice na řece Němen, našel tam jeho milovanou a zazpíval jí jednu píseň. 
Kobzar skutečně ve vesnici nachází pastýřku, která se rozhodla vdát se za jiného muže. Adresuje jí svou píseň a je vidět, že dívka na svého bývalého milence nezapomněla. Během písně se svým nastávajícím sice odešla, ale schovala si obličej do šátku. Vesničané chtějí, aby stařec, který se vlastně stal spojnicí mezi světem živých a mrtvých, vysvětlil význam své písně, ale on to neudělá. Jeho mlčení vyjadřuje romantickou myšlenku poznávání reality skrze spiritualitu. Ti, kterým je píseň určená, ji pochopí bez jakéhokoliv vysvětlování.

### Útěk
Roku 1832 se Mickiewicz rozhodl vrátit se ke stylu charakteristickému pro sbírku Balady a romance a napsal baladu Útěk (Ucieczka), ke které jej inspirovala polská lidová píseň a balada německého preromantického básníka Gottfrieda Augusta Bürgera Lenora.
Dívka, hlavní postava balady, čeká na návrat svého milého, který se už rok nevrátil z války. Všichni předpokládají, že zemřel, a radí jí, aby nečekala, ale vdala se za někoho jiného. Dívka ale na svého milého nemůže zapomenout. Nerouhá se ani nezoufá, jak to popisuje Bürger v Lenoře, ale propadá se do otupělosti a pasivity. Nechce už žít, raději by zemřela, aby se znovu setkala s mužem, kterého miluje. Je připravena na jakoukoli oběť, dokonce i na rozloučení s matkou. Nakonec využije služeb místní čarodějnice, která jí naučí kouzla sloužící k tomu, aby se muž k dívce vrátil.
Kouzla zafungují a muž se za záhadných okolností objeví u dívky. Odbíjí půlnoc a vládne ticho, protože všichni jsou ponořeni do spánku. Příchod zřejmě zesnulého ohlašují zvířata, která jsou citlivější na přítomnost nadpřirozených bytostí (pes vyje, kůň řehtá a sova houká). Muž přichází ke své milované v podobě jezdce. Nenutí dívku, aby s ním odjela, rozhodnutí nechává na ní. Hrdinka balady se bez váhání vzdává svého pozemského života a utíká se svým milencem. Ten jí během jízdy na koni prozrazuje, že jeho domov je na hoře Mendoga, což je kopec v Novogrodku proměněný na hřbitov
Dívka postupně přerušuje veškeré vazby s reálným světem. Bez lítosti se podle příkazů jezdce zbavuje posvátných předmětů, jako je modlitební kniha, obrázek Panny Marie, růženec a u hřbitovní zdi si strhne z krku křížek od své matky. V tu chvíli kůň přeskočí zeď hřbitova a směje se lidským hlasem. Když ráno kněz přijde na ranní mši, kůň, jezdec i dívka již zmizeli. Je tam jen nový hrob bez kříže. Lze dovodit, že dívčin milenec byl ďábelský duch a že milenci se ocitli přímo v pekle.

### Odpadlík

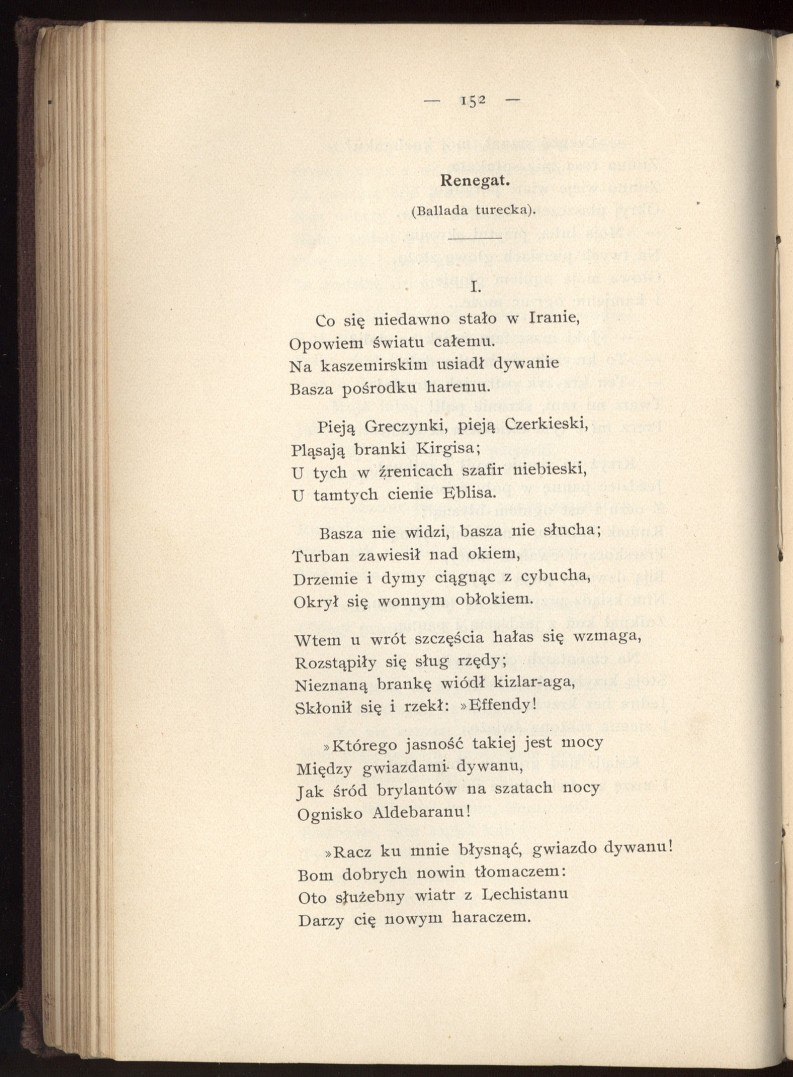
Balada Odpadlík, vydání z roku 1899

Balada Odpadlík nebo také Renegát (Renegat) byla napsána roku 1824 a prvně zveřejněna roku 1826.
Polský odpadlík, který se stal pašou, odpočívá uprostřed svého harému. Kislar-aga mu přivádí novou překrásnou zajatkyni z Lechistanu (Polsko), z té studené země, na kterou paša často vzpomíná. Aga sejme zajatkyni závoj, paša na ni chvíli hledí, tvář mu strašlivě zbledne, klesne na zem a zemře. Z kontextu básně je možno dovodit, že zajatkyně byla milenkou odpadlíka v Polsku a ten nyní nevydržel její pohled.
Dívka je obviněna z čarodějnictví, uvězněna a odsouzena k ukamenování. S pomocí jednoho beje se jí podaří uprchnout do vlasti, ale zde brzy umírá touhou po svém milovaném. Na jejím pohřbu se objeví turecký posel od odpadlického paši a podle jeho příkazu jí nasadí jeho prsten, čímž se dívka stává jeho ženou. Kněz chce tuto posmrtnou svatbu přerušit a dívce sundat pašův prsten, ale jeho úsilí je marné. Mrtvá dívka stiskne ruku a nedá si prsten vzít.

### Na čekané
Vznik balady Na čekané nebo také Čehy (Czaty) je kladen do let 1827-1828 a její první vydání pochází z roku 1829. Je to jedno z mála Mickiewiczových skladeb založených na ukrajinských motivech. Název básně evokuje lov, a tak je čtenář uveden do světa, kde existuje lovec, lovená zvěř a násilí a vše řídí instinkt zabíjení a přežití.
Balada vypráví příběh vévody, který přistihl svou ženu při nevěře v zahradním altánu. Je zde se svým bývalým milencem, který jí vyčítá, že se vdala pro peníze. Vévoda zavolá kozáka jménem Naum a nařídí mu, aby ženu zastřelil. On sám že zastřelí jejího milence. Vévoda své reflexy krotí vědomým racionálním jednáním, jehož základem je touha udržet si despotickou moc. Dokáže rozumem zkrotit své city a připravit plán pomsty. Kozák Naum se však zdráhá ženu zastřelit. Nedokáže zvládnout intenzitu svých citů a do hlavy střelí vévodu.

### Tři Budrysové
Balada Tři Budrysové (Trzech Budrysów) vznikla při pobytu básníka v Rusku kolem roku 1825. Jde o humoristické dílo, odehrávající se na Litvě ve 14. století.
Starý Budrys posílá své tři syny do války, aby bojovali v armádách nejbližších příbuzných budoucího polského krále Vladislava Jagella a získali kořist. První má podpořit Vladislavova otce Olgierda v boji proti Rusům (a získat vzácné sobolí kožešiny), druhý s knížetem Kiejstutem zaútočí na Řád německých rytířů (zde může ukořistit jantar a kněžské ornáty s diamanty) a třetí se vydá s Vladislavovým bratrem Skirgełłem proti Polákům a z Polska by si měl přivést nevěstu. Budrys vychvaluje synovi polské dívky a prozrazuje, že v mládí unesl jednu Polku, která se stala matkou jeho synů a přinesla mu tolik štěstí, že na ni stále vzpomíná.
Mladí Budrysové se vydají do války hledat slávu a kořist. Když se dlouho nevrací, je jejich otec znepokojen, že padli. Konečně se vrací první syn a místo peněz z Ruska si přivádí polskou dívku. Krátce na to přijede druhý syn a místo jantaru a diamantů si přivádí také polskou nevěstu. Když si starý Budrys na obzoru všimne třetího ze svých synů, již se neptá na bohatství, které přináší, ale hned připravuje třetí svatbu.

## Adaptace

### Hudba
Podle Mickiewiczových balad bylo složeno poměrně hodně hudebních skladeb. Složili je mimo jiné Stanisław Moniuszko, Carl Loewe, Fryderyk Chopin, Ignacy Jan Paderewski, César Antonovič Kjui, Nikolaj Andrejevič Rimskij-Korsakov, Maria Szymanowska, Petr Iljič Čajkovskij, Apolinary Szeluto a další skladatelé.

### Film
- Czaty, polský němý film, režie Nina Niovilla
- Pani Twardowska (1955), polský aninovaný krátký film, režie Lechoslaw Marszalek-
- Świtezianka (2017), polský filmový balet na hudbu Stanisława Moniuszka, režie Robert Bondara.
- Świtezianka (2018), polský krátký film, režie Julia Bui Ngoc a Mai Bui Ngoc.[35]

## Česká vydání
- Balády in ŠTULC, Václav. Sebrané spisy básnické. Svazek druhý, Kniha překladův básní A. Mickiewiczových. Praha: I. L. Kober 1878. Obsahuje básně Tatíčkův návrat, Útěk, Tři Budrysové, Lilie, Čehy, Paní Tvardpvská a Renegát. Dostupné online
- Balády. Praha: I. L. Kober 1883. Překlad Jan Evangelista Nečas. Obsahuje básně Svitež, Svitežanka, Rybka, Otcův návrat, Přátelům, Těším se tomu, Paní Tvardovská, Lilie, Dudař, Na čekané, Útěk, Tři Budrysovci a Odpadlík. Dostupné online
- Tukaj, čili Zkoušení přátel. Praha: Josef R. Vilímek  1883. Překlad Jan Evangelista Nečas. Obsahuje i dokončení balady od Antoniho Edwarda Odyniece. Dostupné online
- Balady a romance. Praha: Vyšehrad 1952. Překlad Jaroslav Závada. Obsahuje básně Prvosenka, Romantika, Svitež, Svitežanka, Rybka, Otcův návrat, Kurhan Maryly, Paní Tvardovská, Lilie, Dudák a Jinoch a panna.[p 1]
- Balady a romance in Balady a romance; Sonety; Sonety krymské; Básně (1820-1855); Gražina. Praha: SNKLHU 1953. Překlad Jaroslav Závada. Obsah je stený jako u vydání z roku 1952.
- Balady a romance. Praha: Mladá fronta 1998. Překlad Vlasta Dvořáčková. Obsahuje básně Prvosenka, Romantika, Svitež, Svitežanka, Rybka, Otcův návrat, Marylin hrob, Přátelům, posílaje jim baladu "To mám rád", To mám rád, Paní Twardowská, Lilie, Kobzar,  Mládenec a dívka, Útěk, Na číhané a Tři Budrysové.

### Poznámka
1. ↑  Báseň Jinoch a panna, resp. Mládenec a dívka (Panicz i dziewczyna) je ještě ve vydání Balad a romancí  z roku 1899 uvedena v části Dodatek . Básně připisované Mickiewiczovi.  (Dodatek. Poezye przypisywane Mickiewiczowi). Báseň má tři části a polský básník Antoni Edward Odyniec otiskl tuto báseň jako autor ve své sbírce básní z roku 1826 s poznámkou: „Poslední dvě sloky jsou z pera Adama Mickiewicze", což polský literární kritik Franciszek Salezy Dmochowski interpretoval tak, že autorem posledních dvou částí je Mickiewicz. Tuto interpretaci převzali další vydavatelé Mickiewiczových básní a tak to zůstalo dodnes. Proto je tato báseň v souladu s polskými zvyklostmi zařazována i do novějších českých překladů Balad a romaci, jak je uvedeno v ediční poznámce ve vydání překladu Balad a romací z roku 1998 od Vlasty Dvořáčkové  na strabě 150.